# Heterochroma atrisigna
Heterochroma atrisigna là một loài bướm đêm trong họ Noctuidae.